# Организационное обучение
Организационное обучение — процесс создания, сохранения и передачи знаний внутри организации.  Примеры могут включать способы повышения эффективности производства, развитияотношений с инвесторами и т.п. Знания создаются на четырех уровнях: индивидуальном, групповом, организационном и межорганизационном.

## Процессы управления знаниями

### Контекст
Характер организации влияет на эффективность обучения, поэтому важно поддерживать в организации нужный климат. Организационный контекст относится к характеристикам организации, в частности, к её «структуре, культуре, технологиям, идентичности, памяти, целям, стимулам и стратегии». Он также включает в себя среду, которая состоит из конкурентов, клиентов и регулирующих органов. Культурный контекст влияет на среду психологической безопасности, идентичность группы и групповую динамику. Исследования этих концепций, например работы Эми Эдмондсон, показывают, что организация, действующая в контексте, способствующем развитию обмена информацией и психологической безопасности, поощряет организационное обучение.
Различные концепции и практики управления знаниями являются важными элементами организационного обучения. Работа по передаче знаний применяется к сохранению знаний и способствует развитию многих практических аспектов, включая методы построения обучающихся организаций, внедрение систем управления знаниями и их контекст для межорганизационного обучения и распространения инноваций.